# Can Llibre del Torrent del Llibre
Can Llibre del Torrent del Llibre és una masia de Cardedeu (Vallès Oriental) inclosa a l'Inventari del Patrimoni Arquitectònic de Catalunya.

## Descripció
Masia de mitjana proporció amb el capcer descentrat i coberta a dos vessants. Portal dovellat, d'onze dovelles amb un escut a la dovella clau amb l'anagrama "J.H.C." i la data de "1680".
A la façana hi ha cinc finestres de llinda plana amb el marc de pedra granítica. Davant de la casa hi ha un pou.

## Història
Can Llibre apareix dissenyada en el plànol de Cardedeu de 1777 amb el nom de Can Llibre del Pla, que fa referència al Torrent del Pla que travessa la zona (avui Torrent del Llibre). Posteriorment dividida en dos o tres parts separades per reixats.